# Newton-le-Willows
Newton-le-Willows este un oraș în cadrul districtului metropolitan St Helens, în comitatul Merseyside, regiunea North West, Anglia.